# Zorzines falciformis
Zorzines falciformis là một loài bướm đêm trong họ Noctuidae.